# Hamburg-Harburg Rathaus
Hamburg-Harburg Rathaus – przystanek kolejowy w Hamburgu, w Niemczech. Znajduje się tu 1 peron.